# فدراسیون بسکتبال ارمنستان
فدراسیون بسکتبال ارمنستان (ارمنی: Հայաստանի բասկետբոլի ֆեդերացիա) نهاد اداره‌کننده ورزش بسکتبال در جمهوری ارمنستان است. این فدراسیون که در سال ۱۹۸۹ تاسیس شده مقر آن در شهر ایروان قرار دارد.

## روسای فدراسیون
- هراند وارطانیان (۱۹۸۹-۲۰۰۲)
- آریستاکس ناواساردیان (۲۰۰۲-۲۰۰۶)
- هراچیا روستومیان (۲۰۰۶-اکنون)

## نگارخانه

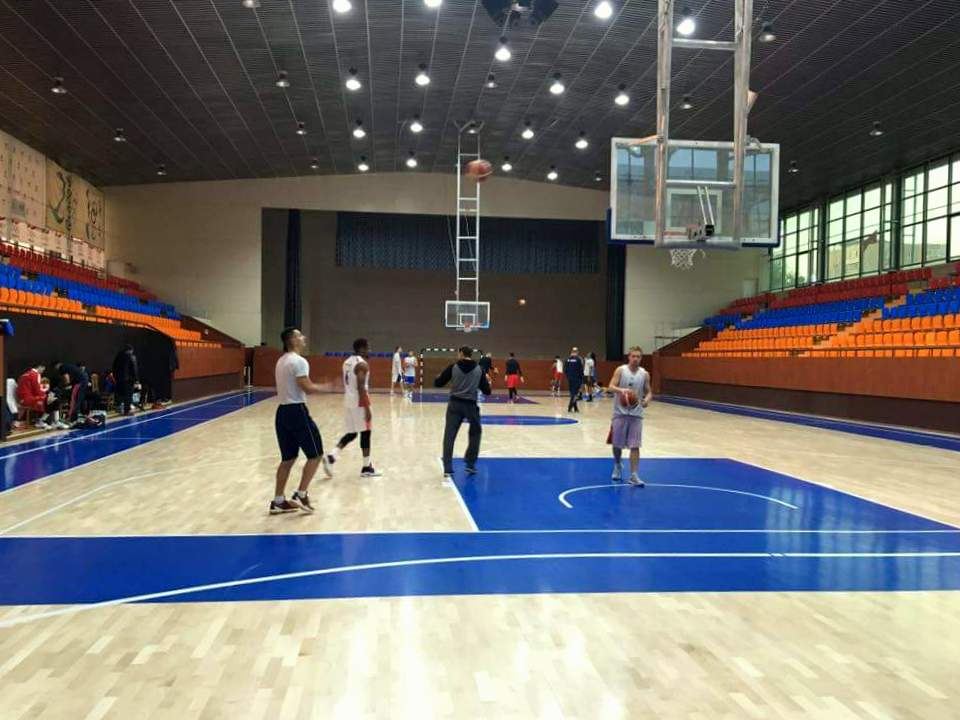
تیم ملی بسکتبال ارمنستان در میکا آرنا